# Lust for Life (альбом)
Lust for Life (укр. «Жага до Життя») — п'ятий студійний альбом американської співачки Лани Дель Рей, реліз якого відбувся 21 липня 2017 року. 18 лютого 2017 представлено дебютний сингл «Love», а 19 квітня  2017 — заголовну композицію, записану разом із канадським музикантом The Weeknd. У записі альбому також взяли участь Стіві Нікс, Шон Леннон, ASAP Rocky та Playboi Carti.

## Фон та реліз
4 листопада 2015 року співавтор співачки Джастін Паркер, виставив фотографію себе з Ланою в студії в Instagram, натякаючи на роботу над новою музикою. 
Лана Дель Рей вперше обговорила наступний альбом після Honeymoon під час інтерв’ю журналу NME у грудні 2015 року. Коли її запитали коли він вийде, вона відповіла: «У мене поки що є лише думки щодо стилю альбому. Мій лейбл, Interscope, досить гнучкий і відкритий до випуску моїх записів у будь-який час, тому я не маю жодного тиску. Я просто щаслива, що можу продовжувати створювати музику, яка мені подобається. Мені цього достатньо». 
У лютому 2016 року, під час урочистої церемонії «Греммі», Дель Рей сказала Billboard, що її майбутній запис матиме інший напрямок, ніж «Honeymoon», але збереже ту саму естетику. 
18 лютого 2017 року вийшов головний сингл альбому «Love». 18 квітня в інтерв'ю Кортні Лав для Dazed Дель Рей підтвердила співпрацю над альбомом з Weeknd й розповіла, що вже записала з ним пісню під назвою «Lust for Life». Співачка також підтвердила, що працювала разом з Шоном Ленноном над треком «Tomorrow Never Came» та зі Стіві Нікс над треком «Beautiful People, Beautiful Problems». Другий сингл з альбому «Lust for Life» вийшов 19 квітня.  
Назва альбому була оголошена 29 березня 2017 року, коли Дель Рей опублікувала трейлер до нього. Обкладинку альбому співачка опублікувала у соціальних мережах 11 квітня 2017 року, а сам альбом вийшов 21 липня 2017 року. 

## Композиція

Задня обкладинка CD-диску альбому «Lust for Life»

Lust for Life поєднує численні музичні стилі. Stereogum описав його як «поп-альбом Лани Дель Рей з великим бюджетом і відомими співавторами». Його звучання також було описано як «новий фолк» у статті від Billboard  і як «треп поп» у статті Vulture. 
Журнал Rolling Stone назвав Lust for Life «найпопулярнішим й найцікавішим поворотом з моменту дебюту Лани». The Daily Telegraph описав альбом як той, що «пропускає трохи світла в темряву минулих робіт Дель Рей», зазначивши, що «є відчуття підвищеного драматизму в стилі шістдесятих». The Guardian підкреслив «витончене сучасне звучання» та відзначив пісню «Summer Bummer».
Пісні альбому «Lust for Life» виконані в жанрі дрим-поп та бароко-поп, але деякі композиції посилаються й на інші музичні жанри, такі як, треп, хіп-хоп та психоделічний рок. За стилем «Lust for Life» є ретро-альбомом, це відчутно в вокалі Лани, що притаманний естраді 50-х— 60-х. Запис містить повторювані треп-ритми, посилання на рок, оркестровий супровід та спів Дель Рей з «властивостями хіп-хопу». 

## Обкладинка альбому
11 квітня 2017 р. Лана Дель Рей опублікувала офіційну обкладинку альбому «Lust for Life» у своїх соціальних мережах. Робота виконана Матом Майтлендом та Маркусом Баґо. Фото на обкладинці зроблено фотоапаратом Kodak Porta 800, а фотографом стала сестра Дель Рей, Чак Грант. Дизайном займався Джонні Блюаес, зачіску Лані зробила Анна Кофоне а макіяж— Памела Кокран. На обкладинці зображено одягнену у білу сукню Лану Дель Рей, що посміхається з білими ромашками в волоссі. Саме в цьому образі Лану можна побачити в музичному відео на сингл «Love», тому що фото для обкладинки було зроблене під час знімання кліпу.
У інтерв'ю Portal Pop Online Лана заявила, що вантажівка, зображена за нею, також зображена на обкладинці «Born to Die».

## Просування

### Сингли
У січні 2017 року провідний сингл «Love» був зареєстрований онлайн в агентстві Harry Fox під альтернативною назвою «Young in Love». Шанувальники почали припускати, що ця пісня буде представлена в майбутньому альбомі Дель Рей. 17 лютого 2017 року рекламні постери до кліпу на цю пісню були виставлені по всьому Лос-Анджелесу. Пізніше того ж дня пісня просочилася в Інтернет, що змусило співачку офіційно випустити її раніше, ніж вона планувала. Пісня офіційно вийшла в усьому світі 18 лютого, а кліп — 20 лютого. «Love» дебютувала під номером 44 у Billboard Hot 100 і під номером 2 у Hot Rock Songs. 
19 квітня на BBC Radio 1 відбулася прем'єра нової пісні Дель Рей «Lust for Life» за участю співака The Weeknd. Офіційне аудіо було опубліковано в iTunes Store і потокових сервісах через кілька годин після прем'єри на радіо як другий сингл з альбому.
«Summer Bummer» за участю ASAP Rocky і Playboi Carti вийшов на радіо Великобританії як третій сингл з альбому 28 липня 2017 року. «Groupie Love» за участю ASAP Rocky вийшов на італійському радіо як четвертий сингл з альбому цього ж дня.
15 травня Дель Рей випустила «Coachella – Woodstock in My Mind» як перший рекламний сингл альбому. Друга рекламна пісня «White Mustang» супроводжувалася музичним кліпом, опублікованим 17 вересня 2017 року, хоч сам сингл так і не вийшов.

### Тур
24 липня 2017 року Дель Рей розпочала невеликий промо-тур в Брікстонській академії в Лондоні для просування Lust for Life. Співачка виступала в Сан-Дієго, Анагаймі, Глазго, Ліверпулі, Сан-Франциско, Санта-Барбарі та Нью-Йорку. Пізніше Дель Рей вирушила в офіційний світовий тур під назвою LA to the Moon Tour для подальшого просування альбому. Тур розпочався 5 січня 2018 року в Міннеаполісі, штат Міннесота, і включав в себе шоу в Північній Америці, Південній Америці, Австралії та Європі.

## Список композицій
Офіційний список треків «Lust for Life» з’явився 12 липня 2017 року. Альбом складається з 16 треків, хоча 27 травня 2017 року Лана Дель Рей заявила в інтерв'ю, що в альбомі буде 18 композицій. 
«Lust for Life» — це перший студійний альбом Лани Дель Рей, у якому беруть участь й інші виконавці. Загальна тривалість альбому становить 71 хвилину і 56 секунд, що робить його найдовшим  альбомом Лани.
| №   | Назва пісні                                                    | Вийшла    | Жанри                                   | Композитори                                                   | Продюсери                                                          | Тривалість |
| --- | -------------------------------------------------------------- | --------- | --------------------------------------- | ------------------------------------------------------------- | ------------------------------------------------------------------ | ---------- |
| 1.  | «Love»                                                         | 18 лютого | Дрим-поп, Бароко-поп                    | Лана Дель Рей, Рік Новелс, Еміль Хейні, Бенні Бланко          | Лана Дель Рей, Рік Новелс, Еміль Хейні, Бенні Бланко, Кірон Мензис | 4:32       |
| 2.  | «Lust for Life» (featuring The Weeknd)                         | 19 квітня | Дрим-поп                                | Лана Дель Рей, Рік Новелс, The Weeknd, Макс Мартін            | Лана Дель Рей, Рік Новелс, Кірон Мензис, Дін Рейд, Макс Мартін     | 4:24       |
| 3.  | «13 Beaches»                                                   | 21 липня  | Бароко-поп, Дрим-поп, Психоделічний рок | Лана Дель Рей, Рік Новелс                                     | Лана Дель Рей, Рік Новелс, Кірон Мензис, Дін Рейд                  | 4:55       |
| 4.  | «Cherry»                                                       | 21 липня  | Дрим-поп, Треп                          | Лана Дель Рей, Тім Ларкомбе                                   | Лана Дель Рей, Рік Новелс, Кірон Мензис, Дін Рейд, Ларкомбе        | 3:00       |
| 5.  | «White Mustang»                                                | 21 липня  | Дрим-поп, Бароко-поп, Треп              | Лана Дель Рей, Рік Новелс                                     | Лана Дель Рей, Рік Новелс, Кірон Мензис, Дін Рейд                  | 2:44       |
| 6.  | «Summer Bummer» (featuring A$AP Rocky & Playboi Carti)         | 12 липня  | Треп, Хіп-хоп, Дрим-поп                 | Лана Дель Рей, Boi-1da, Playboi Carti, A$AP Rocky, Джаян Світ | Boi-1da, Джаян Світ, Рік Новелс                                    | 4:21       |
| 7.  | «Groupie Love» (featuring A$AP Rocky)                          | 12 липня  | Дрим-поп, Треп, Хіп-хоп                 | Лана Дель Рей, Рік Новелс, A$AP Rocky                         | Лана Дель Рей, Рік Новелс, Кірон Мензис, Гектор Дельгадо, Дін Рейд | 4:24       |
| 8.  | «In My Feelings»                                               | 21 липня  | Треп, Дрим-поп                          | Лана Дель Рей, Рік Новелс                                     | Лана Дель Рей, Рік Новелс, Кірон Мензис, Дін Рейд                  | 3:58       |
| 9.  | «Coachella - Woodstock In My Mind»                             | 15 травня | Треп, Дрим-поп                          | Лана Дель Рей, Рік Новелс                                     | Лана Дель Рей, Рік Новелс, Кірон Мензис, Дін Рейд                  | 4:18       |
| 10. | «God Bless America - And All the Beautiful Women In It»        | 21 липня  | Бароко-поп, Треп                        | Лана Дель Рей, Рік Новелс                                     | Рік Новелс, Кірон Мензис, Дін Рейд, Метро Бумін, Дель Рей          | 4:36       |
| 11. | «When the World Was at War We Kept Dancing»                    | 21 липня  | Бароко-поп, Психоделічний рок, Треп     | Лана Дель Рей, Рік Новелс, Дін Рейд                           | Лана Дель Рей, Рік Новелс, Кірон Мензис, Дін Рейд                  | 4:35       |
| 12. | «Beautiful People Beautiful Problems» (featuring Stevie Nicks) | 21 липня  | Дрим-поп, Психоделічний рок             | Лана Дель Рей, Стіві Нікс, Рік Новелс, Джастін Паркер         | Лана Дель Рей, Рік Новелс, Кірон Мензис, Дін Рейд                  | 4:13       |
| 13. | «Tomorrow Never Came» (featuring Sean Ono Lennon)              | 21 липня  | Дрим-поп, Психоделічний рок             | Лана Дель Рей, Шон Леннон, Рік Новелс                         | Лана Дель Рей, Шон Леннон, Рік Новелс                              | 5:07       |
| 14. | «Heroin»                                                       | 21 липня  | Дрим-поп, Бароко-поп, Психоделічний рок | Лана Дель Рей, Рік Новелс                                     | Лана Дель Рей, Рік Новелс, Кірон Мензис, Дін Рейд                  | 5:55       |
| 15. | «Change»                                                       | 21 липня  | Дрим-поп, Бароко-поп                    | Лана Дель Рей, Рік Новелс                                     | Лана Дель Рей, Рік Новелс, Кірон Мензис                            | 5:21       |
| 16. | «Get Free»                                                     | 21 липня  | Дрим-поп, Психоделічний рок             | Лана Дель Рей, Рік Новелс, Кірон Мензис                       | Лана Дель Рей, Рік Новелс, Кірон Мензис, Дін Рейд                  | 5:34       |

### Треки, що не ввійшли в альбом
Під час розмови з Зейном Лоу для радіо Beats1 Дель Рей сказала, що вона має ще 4 пісні, які мали ввійти в новий альбом, але були залишені «на потім». Це композиції «Architecture», «Roses Bloom for You», «Yosemite» та невідома четверта пісня, можливо, «The Next Best American Record».
Співачка заявила, що не включила «Yosemite» до альбому, бо вважає цю пісню занадто щасливою і занудливою. Теж саме вона сказала про «Architecture», додавши, що обидві пісні були занадто повільними. Два з чотирьох треків пізніше вийшли в наступних студійних альбомах Дель Рей, включаючи «The Next Best American Record» в її шостому альбомі Norman Fucking Rockwell! й «Yosemite» в її сьомому альбомі Chemtrails Over The Country Club.  
«Something Real» — це ще одна пісня, призначена для альбому. Пізніше її було перероблено в «13 Beaches», хоча багато аспектів оригіналу були збережені. Пісня ввійшла до альбому Honeymoon.

## Відеокліпи
20 лютого 2017 вийшов кліп до пісні «Love».
29 березня 2017 Лана Дель Рей презентувала трейлер альбому «Lust for Life».
22 травня 2017 — прем'єра відеокліпу до пісні «Lust for Life». 

## Критика
Музичні критики похвалили сингл  «Love» за модернізований звук і текст пісні, підкресливши нову легкість та зміну музичної творчості Лани Дель Рей. За даними Metacritic альбом має оцінку 78/100 балів на основі 25 відгуків й рецензій критиків, що вказує на «загалом сприятливі відгуки». Минулий альбом Лани Honeymoon має такий же бал.
Ел Гант з DIY назвав «Lust for Life» «найчеснішим та найкращим альбомом на сьогоднішній день». Джон Паролес з The New York Time інтерпретував ліричний зміст альбому, зазначивши: «Вона (Лана Дель Рей) думає не тільки про неспокійні романи, які описуються в більшості її пісень, але і про наступне покоління». Billboard назвав «Lust for Life» альбом тижня.
Меган Гарвей з Pitchfork похвалила альбом за тексти пісень, сказавши: «Найкращі частини «Lust for Life»— це прості пісні, які представляються Ланою як справжня поезія, що може існувати самостійно».

## Чарти
Опівночі 21 липня 2017 (за київським часом), відбувся офіційний реліз альбому. Платівка зайняла перший рядок в iTunes Store тридцять одної країни, а також увійшла в п'ятірку iTunes Store 50-ти країн. Через кілька годин, в цей же день «Lust for Life» був найпродаванішим альбомом у понад п'ятдесяти країнах світу. Пізніше цей альбом очолив iTunes Store 58-ми країн світу, в тому числі США, Росію, Україну та Білорусь, а також увійшов в топ-10 більшості інших. 
28 липня «Lust for Life» з'явився на вершині альбомного чарту Великої Британії. Це третій альбом після «Born to Die» і «Ultraviolence», номер один Лани Дель Рей в Британії. 31 липня  він з'явився на вершині американського альбомного чарту. Це другий №1 для Лани в її рідній країні, перший до цього моменту був — «Ultraviolence» в 2014-му. 

## Учасники запису
- Лана Дель Рей — вокал, продюсування  (треки 1-5, 7-16)
- The Weeknd — вокал  (трек 2)
- ASAP Rocky — вокал  (треки 6, 7)
- Playboi Carti — вокал  (трек 6)
- Стіві Нікс — вокал  (трек 12)
- Шон Леннон  — вокал  (трек 13), продюсування  (трек 13), шейкер  (трек 13 ), литаври  (трек 13), електро-бас-гітара  (трек 13), акустична гітара  (трек 13), електрогітара { {small | (трек 13)}}, челеста  (трек 13), harpsichord  (трек 13), glass harmonica  (трек 13) , Mongolian bells  (трек 13), меллотрон  (трек 13)
- Рік Новелс — бас-гітара  (треки 1, 13, 15, 16), меллотрон  (треки 1, 2, 5, 8, 9, 10, 12, 13 , 14, 15), vibraphone  (треки 1, 7), клавішні  (треки 1, 8, 16), synth pads  (треки 2, 3, 5, 6, 9, 10, 16), фортепіано  (треки 3, 5, 8, 10, 12, 15), струнні  (треки 3, 8), челеста  (треки 9, 15), орган  (треки 9, 12, 13, 14, 16), акустична гітара  (треки 10 , 11, 13), флейта  (треки 10, 12), 808 bass  (трек 10), solina  (трек 12), synth bass { {small | (трек 12)}}, електропіаніно  (трек 14), choir  (трек 14)
- Кірон Мензис — продюсування  (треки 1-5, 7-12, 14-16), engineering  (треки 1-16), мікшування  (треки 1-16 ), ударні  (треки 2, 3, 5, 7, 9, 10, 11, 15), tape loops  (треки 2, 9, 10, 16) , перкусія  (треки 2, 3, 5, 7, 8, 9, 10, 11, 12, 15, 16), клавішні  (треки 2, 3, 7, 8, 9, 10, 11, 15), synth pads  (трек 2), струнні  (треки 2, 4, 5), бас-гітара { {small | (трек 3)}}, синтезатор  (треки 3, 5, 7, 8, 11, 16), modem  (трек 3), фортепіано  ( трек 8)
- Дін Рейд — продюсування  (треки 2-5, 7-12, 14, 16), звукорежисер  (треки 1-14, 16), мікшування  (треки 2 -12, 14, 16), електрогітара  (треки 1, 14, 16), ударні  (треки 2, 4, 5, 7, 8, 9, 11, 12)} },  перкусія  (треки 2, 8, 10, 11, 12, 16), бас-гітара  (треки 2, 10), вокодер  (треки 2, 7), ефекти  (треки 2, 4, 5, 7, 8, 9, 14), гітарний синтезатор  (трек 2) , synth bass  (треки 3, 11, 14, 16), bass  (треки 4, 5, 7, 8, 9), струнні  (треки 4, 10 , 11), синтезатор  (треки 5, 8, 9, 10, 11), флейта  (трек 9), меллотрон  (трек 9 ), br ass  (трек 10)
- Зак Рає — синтезатор  (треки 2, 3, 7, 10, 16), струнні  (трек 4), harpsichord  (трек 6), ударні { {small ,  перкусія  (трек 7), бас-гітара  (треки 7, 11), електрогітара  (трек 7), фортепіано  (трек 10), орган  (треки 11, 16), меллотрон  (трек 16), гітара  (трек 16)
- Патрік Воррен — фісгармонія  (трек 3), синтезатор  (треки 3, 12, 14), waterphone  (трек 3), tack piano  (трек 10), струнні  (треки 10, 12), фортепіано  (трек 13), орган  (трек 13), bassoon  (трек 14), флейта  (трек 14)
- Майті Майк — додаткове продюсування  (треки 3, 14), bongos  (трек 2), ударні  (треки 3, 14, 16) , перкусія (треки 3, 14, 16), клавішні  (трек 3) , перкусія  (трек 7)
- Девід Левіта — електрогітара  (треки 2, 7, 10, 12, 13, 16)
- Тревор Ясуда — звукорежисер  (треки 1-14, 16), клавішні  (треки 5, 7, 9, 12, 13, 16)
- Аарон Стерлінг — ударні  (треки 7, 11, 16), бубон  (трек 11) , перкусія  (трек 16)
- Тім Ларкомб — додаткове продюсування  (трек 4), електрогітара  (трек 4), ударні  (трек 4), меллотрон  (трек 4)
- Metro Boomin — продюсування  (трек 10), ударні  (трек 10) , перкусія  (трек 10 ), synth bass  (трек 10)
- Бенні Бланко — продюсування  (трек 1), мікшування  (трек 1), ударні  (трек 1), клавішні  ( трек 1)
- Макс Мартін — додаткове продюсування  (трек 2), Juno bass  (трек 2)
- Алі Паямі — програмування ударних  (трек 2)
- Ден Хіт — оркестрова увертюра  (трек 3)
- Девід Палмер — синтезатор  (трек 10)
- Шон Харлі — бас-гітара  (трек 12)
- T-Minus — віолончель  (трек 6), synth  (трек 6)
- Boi-1da[en] — продюсування  (трек 6), ударні  (трек 6), бас-гітара  (трек 6)
- Яхаан Світ — продюсування  (трек 6), фортепіано  (трек 6)
- Ендрю Джозеф Гредвол, мл. — синтезатор  (трек 6)
- Біркей Біречіклі — перкусія  (трек 7)
- Гектор Дельгадо — звукорежисер  (треки 6, 7), ефекти  (трек 7)
- Еміль Хейні — продюсування  (трек 1), мікшування  (трек 1), ударні  (трек 1), синтезатор  ( трек 1)
- Гарі Фергюсон — ударні  (треки 12, 14)
- Кріс Гарсія — звукорежисер  (треки 4, 5, 9, 16)
- Джордан Стілвелл — звукорежисер  (треки 2, 3)
- Меттю Куллен — звукорежисер  (трек 13), мікшування  (трек 13)
- Адам Аян — мастеринг  (треки 2-16)
- Майк Бозза — мастеринг  (трек 1)
- Чак Грант — фотографія
- Ніл Крюг — фотографія
- Мет Мейтленд — дизайн
- Маркус Бага — дизайн